# Yarnkothrips kolourus
Yarnkothrips kolourus är en insektsart som beskrevs av Laurence A. Mound och Walker 1986. Yarnkothrips kolourus ingår i släktet Yarnkothrips och familjen rörtripsar. Inga underarter finns listade i Catalogue of Life.